# Protonemura nimborella
Protonemura nimborella är en bäcksländeart som först beskrevs av Martin E. Mosely 1930.  Protonemura nimborella ingår i släktet Protonemura och familjen kryssbäcksländor. Inga underarter finns listade i Catalogue of Life.